# Стоунвол (Луизијана)
Стоунвол (енгл. Stonewall) град је у америчкој савезној држави Луизијана.

## Демографија
По попису из 2010. године број становника је 1.814, што је 146 (8,8%) становника више него 2000. године.
| Група             | 2000.         | 2010.         |
| Белци             | 1.479 (88,7%) | 1.608 (88,6%) |
| Афроамериканци    | 114 (6,8%)    | 133 (7,3%)    |
| Азијати           | 2 (0,1%)      | 5 (0,3%)      |
| Хиспаноамериканци | 38 (2,3%)     | 32 (1,8%)     |
| Укупно            | 1.668         | 1.814         |